# Corsa agli armamenti

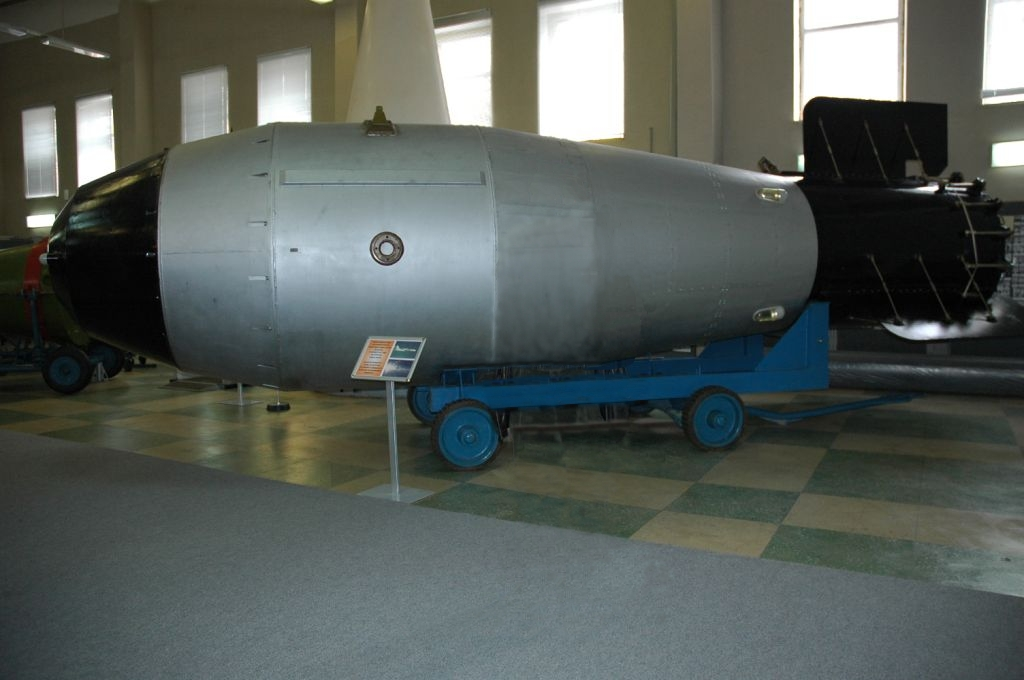
Copia della Bomba Zar sovietica da 50 megatoni (57 secondo stime americane), l'ordigno nucleare più potente creato dall'uomo

L'espressione corsa agli armamenti o corsa al riarmo indica  la competizione tra due o più fazioni per imporre, l'una sulle altre, la propria supremazia militare, effettiva o apparente. Le due parti si affrettano a produrre e sviluppare il maggior numero di armi e tecnologie militari, o a preparare l'esercito più grande. Il termine è comunemente usato per descrivere una competizione dove non c'è un obiettivo ben preciso, ma solo l'intenzione di imporsi sulle altre parti.

## Esempi di corsa al riarmo

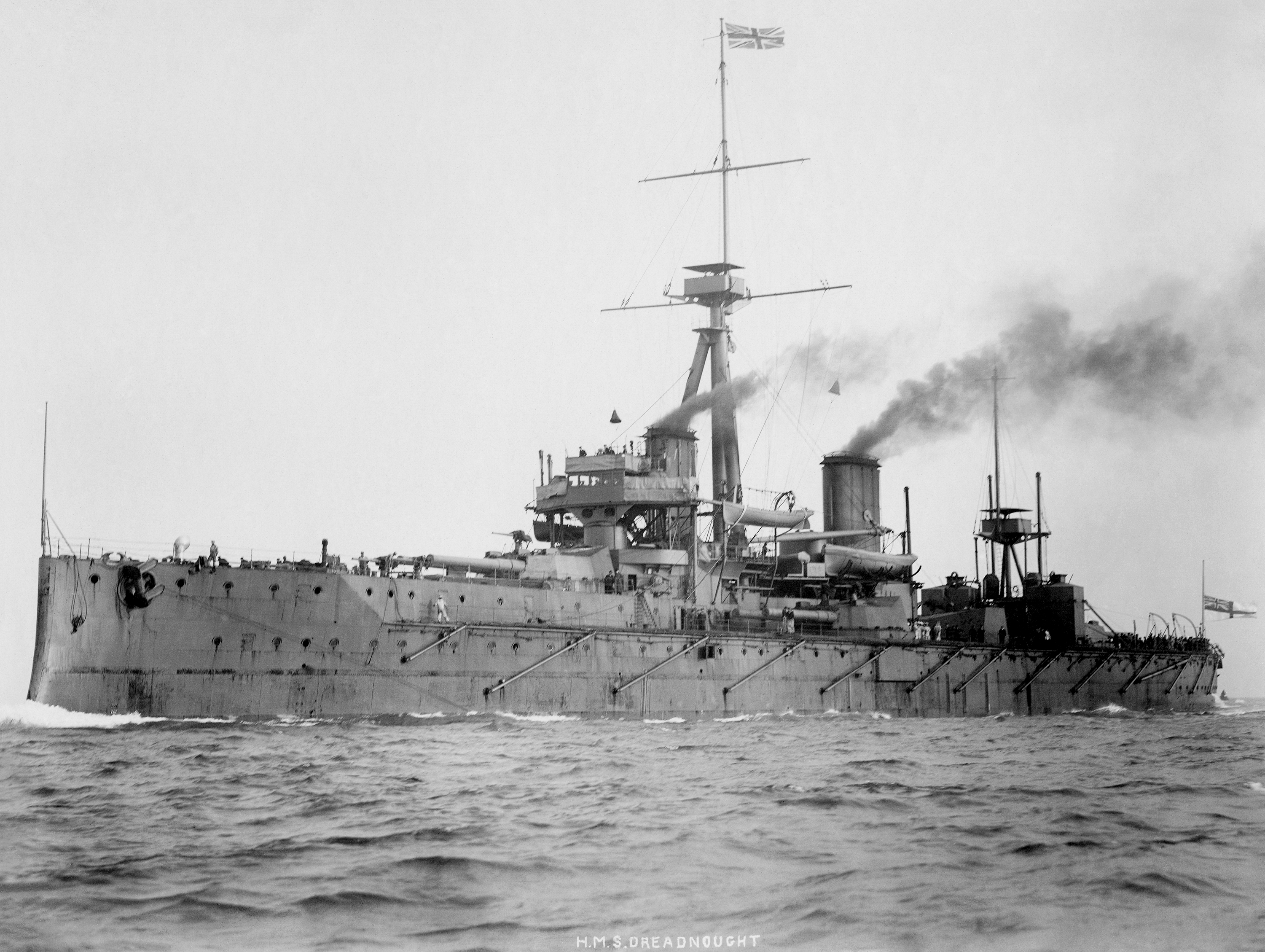
La, prima nave da battaglia del suo tipo.

Nell'arco dell'aumento delle tensioni precedenti alla prima guerra mondiale, Germania, Russia, Regno Unito, Francia, Italia e Impero Austroungarico entrarono in competizione per potenziare le proprie forze armate. Il processo fu visto come uno sforzo verso la pace, in quanto molti comandanti militari pensavano che se una nazione fosse stata invasa, l'esercito doveva essere grande abbastanza da respingere l'invasione. È stato invece provato che questo comportamento ottenne il risultato opposto di far crescere la tensione e porre le alleanze dell'epoca, la Triplice Alleanza e la Triplice intesa, su posizioni sempre più difensive e sospettose. La prova della degenerazione del processo si ebbe con lo scoppio effettivo della prima guerra mondiale. I britannici, per esempio, procedettero allo sviluppo di una marina militare estremamente potente e introdussero un nuovo tipo di navi da battaglia dal nome Dreadnought. Il Kaiser Guglielmo II di Germania presto reagì e chiese che anche il suo paese si dotasse di navi da battaglia equivalenti.
L'analista storico Lewis Fry Richardson ha messo a punto un modello di simulazione per definire le condizioni geopolitiche che avrebbero evitato o causato la prima guerra mondiale. Tra i postulati di partenza, ha introdotto il concetto secondo il quale due paesi finiscono per dichiararsi guerra se le spese per la corsa al riarmo sono superiori all'interscambio commerciale. 
Nel ventesimo secolo, Stati Uniti e Unione Sovietica intrapresero una corsa al riarmo basata sulla produzione e sullo sviluppo di sempre più potenti armi nucleari. Nell'immediato dopoguerra al termine della seconda guerra mondiale, gli Stati Uniti erano inferiori ai sovietici nel campo della missilistica a medio raggio, ma recuperarono il divario tecnologico con il lavoro di scienziati tedeschi sopravvissuti al collasso della Germania nazista. Di contro, l'URSS indirizzò le forze della sua economia pianificata nella direzione della corsa al riarmo e con lo sviluppo del missile SS-18 alla fine degli settanta, raggiunse la supposta capacità di sferrare un "primo attacco" agli occidentali con possibilità di successo.
Al culmine della corsa agli armamenti, a cavallo tra il 1960 e il 1970, Stati Uniti e Unione Sovietica arrivarono a spendere ciascuna tra i 70 e gli 80 miliardi di dollari all'anno in armamenti. L'economia degli Stati Uniti si rivelò più in grado di sostenere lo sforzo, non essendo impegnata nella ricostruzione grazie alla sostanziale assenza di combattimenti sul territorio metropolitano americano. Al contrario, l'Unione Sovietica, le cui infrastrutture avevano subito estesi danni durante il conflitto, non era in grado di reggere il confronto indefinitamente, perché l'impegno incideva sulla disponibilità di beni di consumo primari per i suoi cittadini. Gli scompensi causati dalla competizione per la corsa agli armamenti con gli Stati Uniti, crearono grossi problemi economici durante il tentativo del leader sovietico Michail Gorbačëv di mettere in atto la sua idea di konversiya, la transizione verso una economia mista, e accelerò il collasso dell'Unione Sovietica. Poiché le due superpotenze si impegnavano meramente a competere l'una contro l'altra nell'accumulare armamenti, piuttosto che seguire un piano predeterminato, entrambe presto raggiunsero una capacità di distruzione utilizzando le armi nucleari enormemente superiore a quella necessaria per sconfiggere l'avversario.

## Riarmo degli anni trenta e quaranta

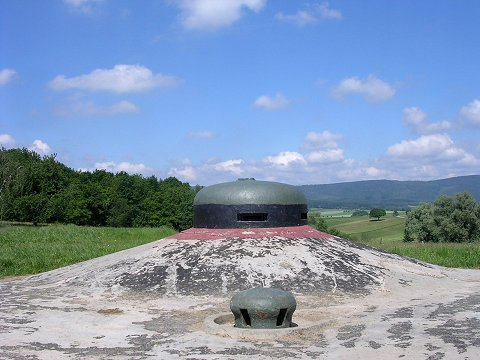
Una postazione della linea Maginot francese al confine con la Germania.

Con la grande depressione degli anni trenta, in Europa vennero alimentati accesi particolarismi, specialmente tra gli Stati che si illudevano di poter risolvere la "crisi" con un dominio imperiale ormai vacillante e riponevano nella politica di potenza o di forza l'unica soluzione ai propri problemi interni. Tra questi Stati vanno annoverati in primo luogo l'impero britannico, la Francia, la Germania in Europa e il Giappone fuori dall'Europa.
Va anche ricordato che la prima guerra mondiale era passata da un tempo relativamente breve e molti Stati, anche ex-alleati, nutrivano una certa diffidenza per le altre potenze. In tale quadro, la salita alla ribalta di Hitler e del partito nazista nella fragile Germania di Weimar diede un'ulteriore spinta ai destini dell'Europa verso uno scenario di conflittualità. Il fenomeno del riarmo pre-seconda guerra mondiale è da considerarsi quindi non solo in chiave meramente militar-organizzativa, ma proprio in chiave politico-strategica; è quindi ritenuto coincidente con il 1933, anno di svolta della politica europea con la salita al potere di Hitler.
Già nel 1933 gli stessi francesi, anche a causa della politica di appeasement britannica verso la "polveriera" tedesca e la disillusione sulla possibile risoluzione della politica di sicurezza in sede collettiva, vararono una politica cautelativa impregnata su di un doppio binario sia difensivo, mirabilmente indicata dalla realizzazione della linea Maginot, cioè sistema di forti e apparati difensivi lungo il confine tedesco, sia diplomatica, cioè basata sulla creazione di un "cordone sanitario" fatto di alleanze diplomatiche e collaborazioni militari (spesso con fornitura di armamenti) in modo da arginare eventuali spinte naziste. Tra i principali possibili alleati francesi in chiave tedesca figuravano per ragioni diverse, Italia e Polonia, entrambe strettamente legate alle vicende storiche franco-tedesche. Un'eventuale alleanza tra questi Paesi però, risultava assai difficile, a causa dei forti particolarismi e delle pretese di questi ultimi che li portava ad essere nella posizione potenziale di un rovesciamento di alleanza, mossa tattica per la Polonia e strategica per l'Italia.
L'arma principale dei particolarismi tedeschi in Europa e giapponese in Asia era la capacità di catalizzare gli interessi e le spinte di Stati minori e subalterni o di intere classi sociali di grandi potenze verso la lotta armata, arruolando spesso tra le loro file numerose milizie provenienti proprio da questi Paesi, o comunque ambendo ad ottenere un ruolo di leadership tra i Paesi meno potenti dell'area. Lo stesso impero giapponese, si propose come potenza egemone dell'area asiatica e del pacifico da una parte in sede diplomatica, trattando la concessione di numerosi mandati dalla Società delle Nazioni dei maggiori arcipelaghi situati tra l'Asia sud-orientale e la costa americana, dall'altra dotandosi di una grande flotta navale per imporre il proprio predominio.

### Riarmo giapponese

Lo stato di Manciukuò.

Il Giappone assunse un ruolo primario in Asia anche grazie allo sviluppo intrapreso nelle aree lasciate vacanti dalle potenze europee e abbandonando la usuale amicizia con la Gran Bretagna in funzione anti-russa. Lo Stato nipponico assunse un ruolo più liberatorio che neo-imperialista nell'area del Pacifico, visti anche i fallimenti inanellati con la prima guerra mondiale, diventando leader di un movimento anticoloniale verso gli occidentali.
Nonostante fosse caduto il precedente tipo di governo oligarchico composto da militari, nel Giappone degli anni trenta non vigeva la democrazia e il mondo militare continuava ad avere una pesantissima influenza nella politica nazionale. Nel quadro della già citata crisi economica, acquisirono sempre maggior potere i movimenti integralisti, tradizionalisti e nazionalisti inevitabilmente fortemente connessi al mondo militare. I principali antagonisti giapponesi furono la Russia e la Cina. Nei confronti della prima, restava in vigore una vecchia e importante alleanza con la Gran Bretagna, risalente ai primi del '900, mentre nei confronti con la seconda, il Giappone assunse una posizione sempre più antagonistica e basata sull'utilizzo delle armi.
Con un trattato stipulato nel 1915 con la Cina, il Giappone si arrogò "tutti privilegi, diritti e proprietà" connessi con la ferrovia transmanciuriana, costruita con ingenti capitali giapponesi, a partire dal 1905. Sulla base di questo accordo, applicato nel modo più estensivo possibile e a tutto svantaggio della giurisdizione cinese, vennero prima intensificate e potenziate le già presenti installazioni militari sul territorio cinese, poi venne addirittura iniziata su iniziativa delle élite militari e senza consultare le autorità civili, una massiccia campagna di penetrazione militare nel territorio cinese, con la scusa della difesa dei circa 1.000 chilometri di ferrovia. Ciò portò infine alla creazione dello stato fantoccio del Manciukuò. Nel 1933 con la condanna da parte di Lord Lytton del gesto giapponese, definendolo "arbitrario e artificioso", il Giappone uscì dalla già fragile Società delle Nazioni e al progressivo abbandono dei legami con gli inglesi.
A causa dell'immobilità occidentale, dal Manciukuo i giapponesi penetrarono lentamente in tutta la Cina orientale, alimentando un movimento separatista e affidando a Wang Jingwei il governo antagonistico della Repubblica di Nanchino, ovviamente "armato" con produzioni belliche giapponesi. Saziate le mire espansionistiche in Cina, i principali antagonisti giapponesi restavano l'Unione sovietica e gli Stati Uniti d'America. Inizialmente orientati contro il gigante russo, i giapponesi dovettero cambiare questa posizione, a causa del complicato intreccio diplomatico che vide il Giappone aderire al Patto tripartito (con la conseguente spartizione delle sfere di egemonia europea a Germania e marginalmente all'Italia e di quella asiatica al Giappone), infatti il patto Molotov-Ribbentrop tra Germania e URSS costrinse il Giappone a una politica di neutralità verso la potenza sovietica, che a sua volta non intervenne contro i Giapponesi se non negli ultimi mesi della Seconda Guerra Mondiale. In tale quadro, tutta la pianificazione strategico-politica nipponica si orientò perciò, anche alla luce del citato patto tripartito e della riconosciuta preponderanza asiatica, verso gli arcipelaghi del Pacifico, quindi in diretto antagonismo con gli Stati Uniti.
Fu in questo spirito quindi, che quello che oggi potremmo definire complesso militar-industriale giapponese del periodo fu molto attivo nel riarmo soprattutto nella componente aeronavale, proprio in preparazione alla guerra contro gli USA, considerati il "gigante addormentato".

### Riarmo tedesco

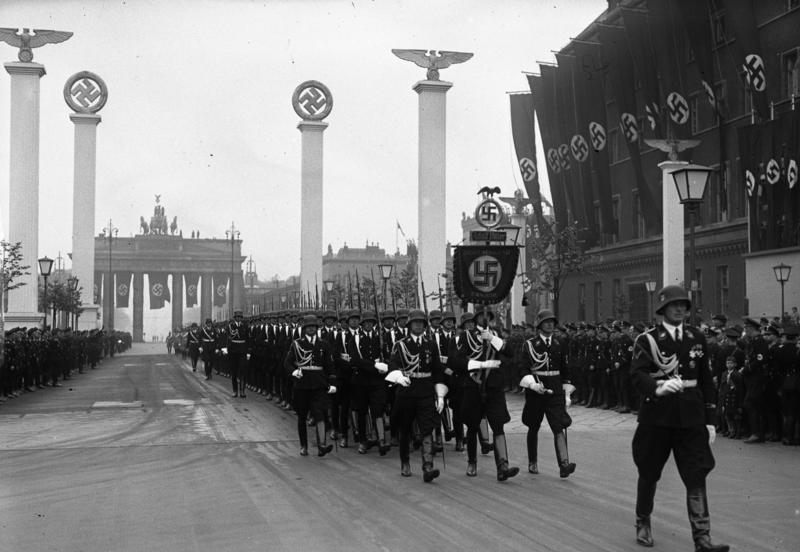
Parata militare a Berlino nella Germania nazista.

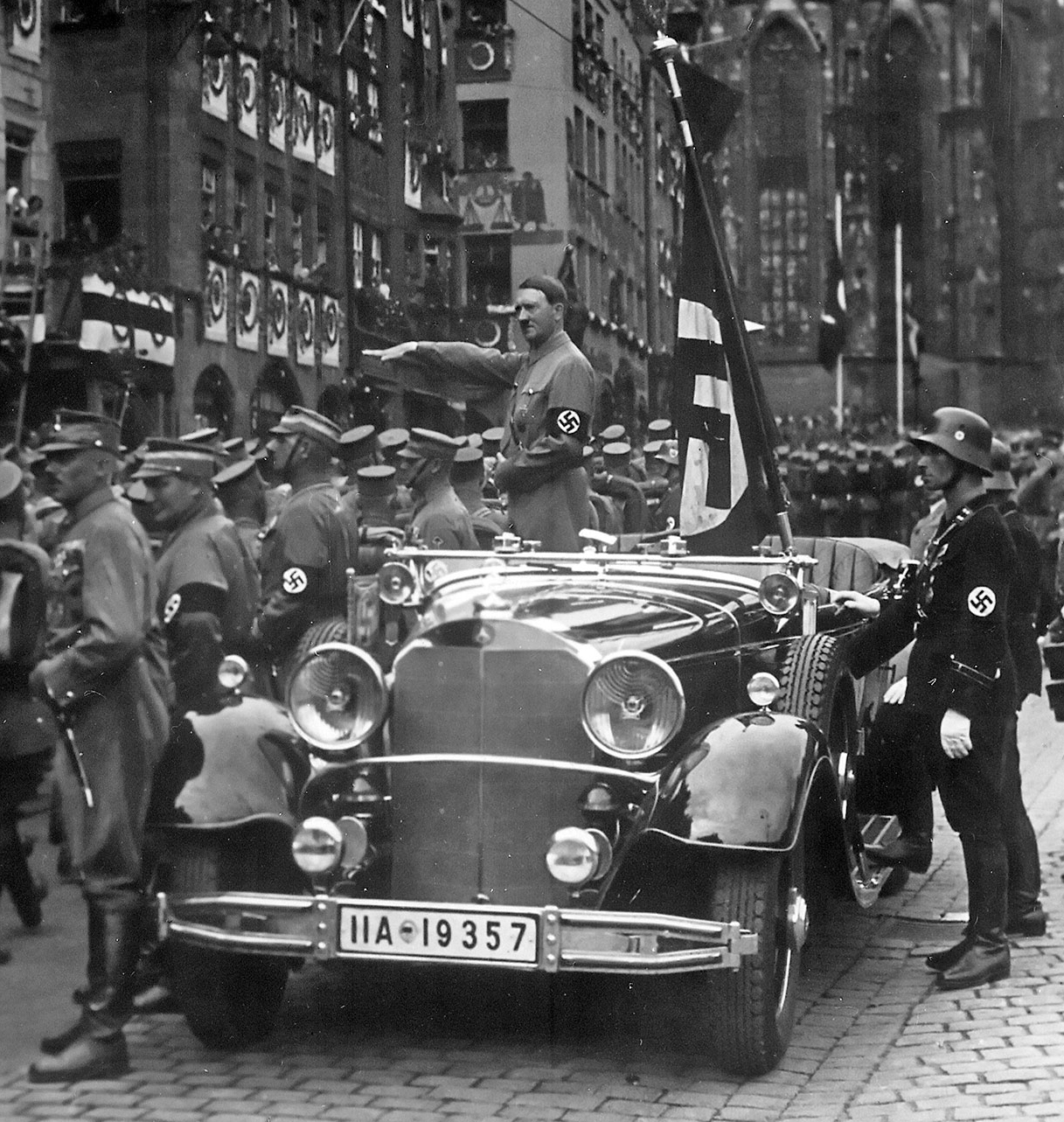
Adolf Hitler nel 1935

L'ascesa al potere in Germania di Adolf Hitler fece risorgere nel popolo tedesco sentimenti di rivalsa dopo le profonde umiliazioni subite con la sconfitta nella precedente guerra e segnò la rinascita di antichi, radicati e mai sopiti desideri di dominio. Il regime tedesco, si proponeva non solo di purificare l'umanità dal duplice nemico ebraico-capitalista da un lato, e da quello comunista dall'altro, ma si prefiggeva anche di riportare in trionfo l'egemonia europea nel mondo, nella quale risplendesse la pura razza ariana, sogno folle che tuttavia da almeno un decennio affiorava non solo nella cultura tedesca, ma anche in quella decadente francese e britannica.
Proprio in questo spirito e in modo da consolidare il proprio potere interno e ridurre la drammatica disoccupazione, nel 1938 il governo hitleriano, che nel frattempo aveva unificato le cariche di presidente e cancelliere nella figura del "Führer und Reichkanzler" avviò un vasto programma di investimenti pubblici, di vaga ispirazione keynesiana concernente non solo strade, ponti, industrie, ma soprattutto un piano imponente di riarmo quadriennale. Nel 1938 gli investimenti in armamenti erano stimati ad almeno un terzo di quelli complessivi e ciò permise alla Germania di trovarsi nell'imminenza dello scoppio della guerra, con la macchina bellica meglio equipaggiata e assai meglio organizzata, rispetto a quella di qualsiasi potenziale rivale.
La strategia tedesca sul piano internazionale aveva degli obiettivi precisi, ma il paese applicò una tattica elastica e tra i primi obiettivi c'era proprio il riuscire ad avviare una massiccia campagna di riarmo senza, destare l'immediato intervento dei nemici, prima che il paese fosse pronto. Questo processo fu abilmente celato agli occhi esterni, infatti il programma tedesco prevedeva prima l'annessione di tutti i popoli di origine germanica nella Großdeutschland e quindi la creazione di una rete di alleanze militari per il successivo attacco ai popoli "non ariani" e per sottrarre i territori dell'Ucraina all'Unione Sovietica. Proprio per garantire il disfacimento dell'Unione Sovietica, la Germania avrebbe alimentato le divisioni interne al nemico sovietico, fornendo anche assistenza militare alle varie fazioni secessioniste, per portarne il crollo. A quel punto, dopo aver riunificato l'Europa continentale sotto la bandiera del Terzo Reich, il Regno Unito non avrebbe potuto far altro che soggiacere alla potenza tedesca. Ultimo obiettivo della politica espansionistica tedesca sarebbero stati gli Stati Uniti d'America, anche grazie alla spinta antistatunitense tradizionale dell'America latina.
Le idee fantapolitiche di Hitler furono comunque particolarmente influenti nelle sue scelte future, anche se tali posizioni giustificavano una politica sleale che avrebbe comportato continui voltafaccia, nel complesso però tali convinzioni, pure nei momenti più tragici e difficili, non furono mai veramente abbandonate. Nei due anni successivi la politica estera fu meramente preparatoria, anche per non allarmare troppo le altre potenze europee.
La politica degli armamenti tedesca fu non solo improntata a un sempre più massiccio incremento degli arsenali, violando sistematicamente tutti gli accordi delle Conferenze di Ginevra del 1927 e del 1932 sulle limitazioni degli armamenti navali e generali, ma insistette attraverso la mite figura del moderato Ministro degli Esteri Constantin von Neurath, proprio durante i lavori ginevrini del dicembre 1932 e in un clima di reciproche accuse e recriminazioni, di applicare un principio di eguaglianza tra le potenze europee in merito al disarmo.
L'obiettivo del dittatore tedesco era di accrescere segretamente e a dismisura le proprie dotazioni militari, in modo da cogliere di sorpresa qualsiasi eventuale nemico, violando tutti i patti stipulati che avrebbero invece costretto tutti gli altri attori europei a ridurre drasticamente le loro forze militari. Tali richieste, con l'intento immediato di disarmare il vicino francese se inizialmente furono mossi su un terreno giuridico, successivamente assunsero il tono della minaccia, come l'abbandono dei lavori della conferenza e il contestuale avvio di un riarmo in ottica difensiva dal "pericolo francese". Il 14 ottobre 1933, in seguito al mancato raggiungimento di un accordo, Hitler ritirò la propria missione diplomatica dalla Conferenza per il disarmo di Ginevra e soprattutto ritirò la Germania dalla fallimentare Società delle Nazioni. Con queste due importanti decisioni Hitler poté intensificare ulteriormente il programma di ricostruzione della potenza militare tedesca.
Con il delitto di Engelbert Dollfuß del 25 luglio 1934 in Austria, ad opera di militanti del partito nazista, che occuparono la cancelleria, Mussolini, considerato maestro sia di Dolfuss che di Hitler, minacciò d'inviare due corpi d'armata sul confine austriaco, ma la successiva reazione di Hitler e la creazione di un governo cristiano-sociale sotto la guida di Kurt Alois von Schuschnigg fece desistere il dittatore italiano dai suoi intenti. Tale episodio sarà considerato come emblematico della doppiezza di Hitler e della scarsa sicurezza di Mussolini e del graduale rovesciamento di importanza tra i due, tale questione assunse un peso determinante nei destini europei a causa del ruolo determinante dell'Italia nel quadro geopolitico europeo, a partire dalla questione austriaca. In tale scenario, soprattutto nel biennio compreso tra il gennaio 1933 e l'aprile 1935 i Paesi europei iniziarono a discutere eventuali contromosse per arginare il pericolo tedesco, ma proprio la politica Britannica sempre più defilata e sospettosa di Italia e Polonia portò qualsiasi possibile fronte comune a finire prima del nascere.
Nel 1933 Benito Mussolini, che nel frattempo aveva accentrato sotto il suo controllo il dicastero degli esteri, propose un patto quadripartito tra Regno d'Italia, Regno Unito, Terzo Reich e Francia in modo da creare un direttorio europeo, analogo a quello implicitamente paventato a Locarno e improntato al revisionismo e al conservatorismo, oltre ad attuare la politica di pace, quindi anche attraverso il controllo degli armamenti, nel Trattato di rinuncia alla guerra del 1928 e imporre a Paesi terzi, anche con l'uso della forza, tutte le politiche e le decisioni del direttorio, in modo da garantire una pace duratura. Evidente appare l'idea mussoliniana di politica di forza e di egemonia sull'intero continente europeo, e anche oltre, che questo assetto avrebbe garantito alle allora quattro grandi potenze. A tale coalizione venne posta come contropartita la richiesta di revisione dei precedenti trattati, specie quelli riguardanti le riduzioni sugli armamenti, nell'ottica di fornire le adeguate forze militari, a ciascuna potenza del direttorio, in modo da adempiere i propri doveri di "guardiano d'Europa". La proposta fu inizialmente accolta con favore, soprattutto grazie alle implicite garanzie contenute, che permettevano di controllare il riarmo tedesco e garantire adeguati contrappesi nei rapporti di forza e il 15 luglio dello stesso anno venne siglato un accordo tra le quattro potenze che però non fu mai ratificato, a causa di diverse perplessità e diffidenze soprattutto francesi in merito alla reale portata della minaccia tedesca.

### Riarmo francese

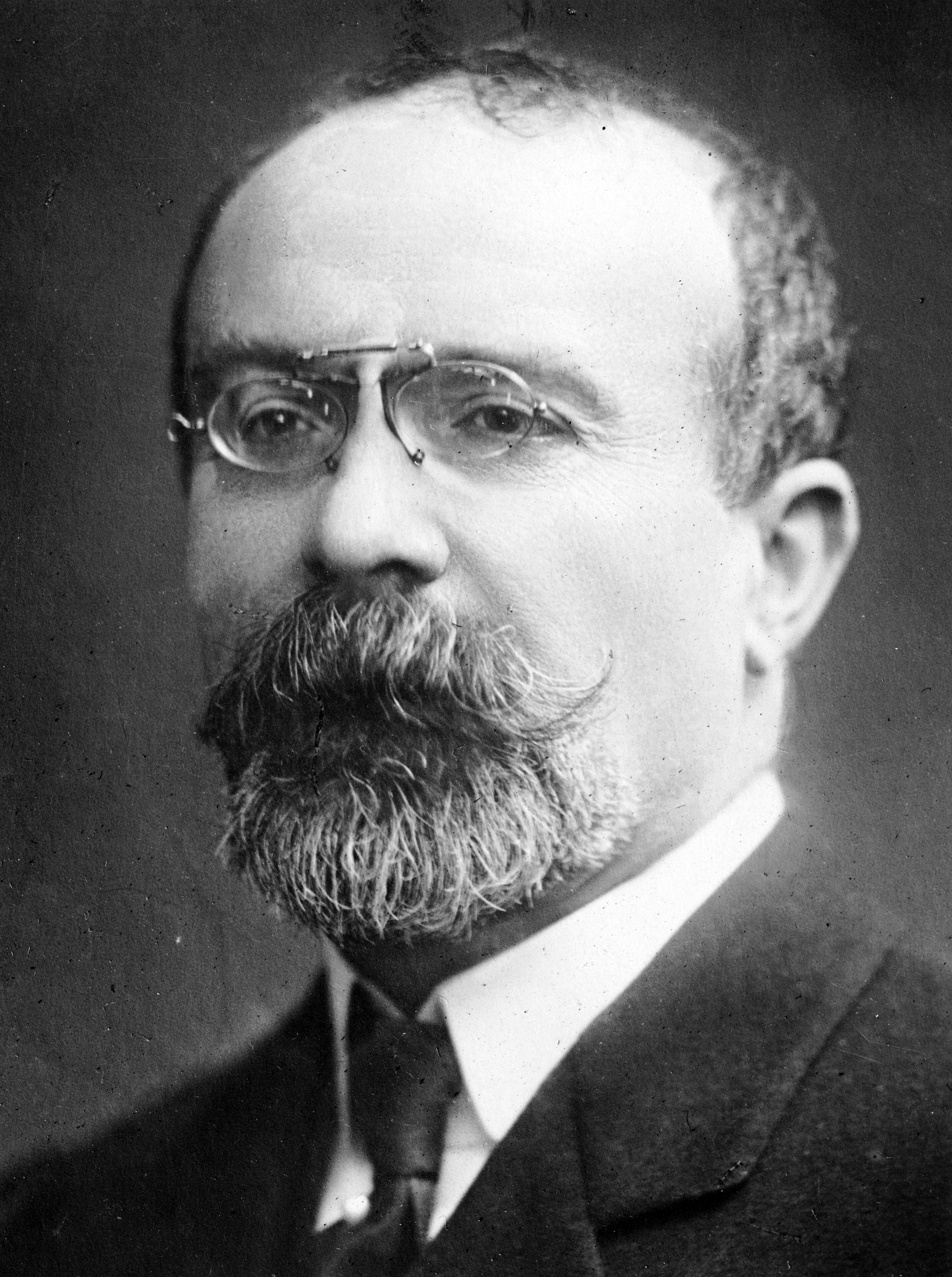
Louis Barthou, il ministro degli esteri francese del governo Doumergue che interruppe i negoziati con la Germania negli anni trenta.

Negli anni 30 il Paese europeo più preoccupato fu la Francia, che temeva che la sempre più forte macchina militare tedesca potesse facilmente sovvertire l'ordine del Trattato di Versailles. In tale ottica propose più di una volta la creazione di una politica di difesa collettiva, ma i francesi, resisi conto dell'inattuabilità del progetto, dell'isolazionismo inglese e dalla politica imperialistica italiana sempre più vicina a quella tedesca, iniziarono a loro volta a riarmarsi.
Alle preoccupazioni francesi in politica estera, specialmente per questioni di difesa, si aggiunsero le gravi difficoltà interne che portarono nel 1932 a succedersi ben 5 diversi governi. Le preoccupazioni in tema di sicurezza della Francia finirono per essere incrementate con la politica di forza operata dal Giappone in Asia che nel 1934 inglobava la Manciuria, così come preoccupavano l'Eliseo i continui temporeggiamenti di Hitler in tema di disarmo.
Dopo un periodo di annebbiamento, il neo ministro degli Esteri francese Louis Barthou, del governo presieduto da Gaston Doumergue, riportò la gestione della sicurezza della Francia in un ambito strategicamente coerente, definendo come unico nemico degli interessi nazionali, in ultima analisi, la Germania; interruppe quindi tutti i negoziati già avviati con la stessa. Dal punto di vista della politica di difesa, la Francia fu molto attiva nella costruzione di strutturate intese nell'Europa orientale, con una serie di incontri tenutisi a Varsavia, Praga, Bucarest e Belgrado aventi l'intento di realizzare un contraltare danubiano al Patto di Locarno e organizzando un sistema di mutua difesa militare che teneva conto degli interessi di tutte le parti in causa. Però quello che poteva essere l'accordo che avrebbe cambiato la storia non ebbe mai modo di concretizzarsi a causa dell'attentato a Marsiglia di re Alessandro I di Iugoslavia che portò la morte di ambedue gli statisti. Comunque queste alleanze francesi, in funzione antitedesca, con le nazioni dell'Europa orientale, erano però minate dalle rivalità reciproche di queste ultime, come dimostrò la crisi della Cecoslovacchia nel 1938, la quale fu smembrata da tutte le altre nazioni confinanti.
La grande vivacità francese in sede di rapporti esteri portò anche ad un netto riavvicinamento in chiave antitedesca con Mosca, fin dal 1933, che comportò anche importanti accordi economici nel 1934, premessa per un vero trattato di mutua assistenza. Il governo Barthou, lasciato praticamente solo dalla Gran Bretagna, che considerava infondata qualunque preoccupazione riguardante i tedeschi (politica dell'Appeasement), rivalutò la possibilità di accordarsi anche con l'Italia, visti gli sforzi di riappacificazione, sostenuti dagli italiani attraverso la proposta del Patto a quattro e la reazione vigorosa avuta da Mussolini in occasione del delitto Dolfuss (cancelliere austriaco assassinato da golpisti nazisti)

### Le operazioni militari in Spagna e il sostegno italo-tedesco

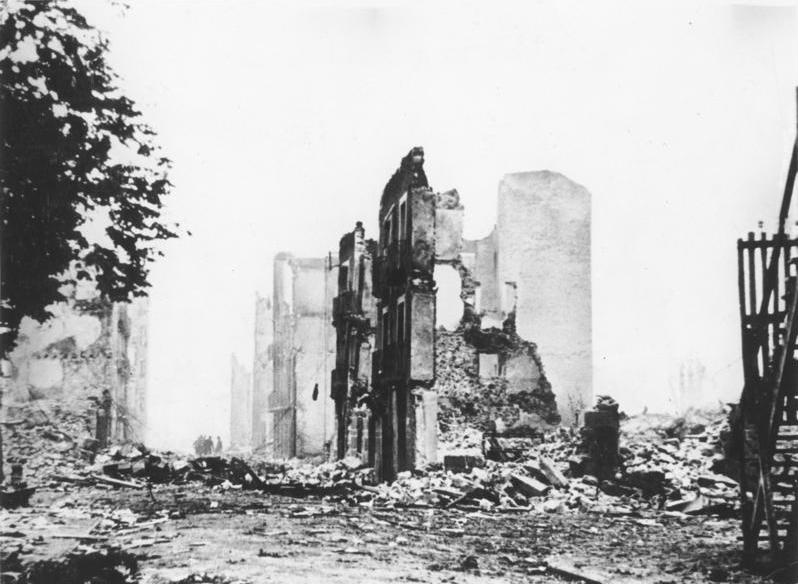
Rovine di Guernica dopo il bombardamento tedesco

Dopo il governo ultraconservatore di Miguel Primo de Rivera dal 1923 al 1930, espressione dei ceti alti e del mondo militare, in Spagna si alternarono al Governo dal 1931 al 1936 coalizioni riformiste e conservatrici fino alla schiacciante vittoria del febbraio 1936 da parte del Fronte Popolare spagnolo di Manuel Azaña Díaz, supportato da un'eterogenea coalizione di partiti di sinistra e dagli anarchici del sindacato CNT. La mattina del 17 luglio 1936 con un pronunciamento si sollevarono le truppe di stanza nel Marocco Spagnolo, dopo iniziali esitazioni, complice la fortuita morte di possibili rivali all'interno del suo stesso schieramento, la leadership reazionaria venne assunta da Francisco Franco, giovane e brillante generale messosi in luce per furbizia e ferocia nella repressione della rivolta marocchina nonché noto per la grande capacità militare e di leadership che gli permise di conseguire numerosi successi militari.
A seguito però dell'ammutinamento della flotta spagnola, i cui marinai rimasero fedeli al legittimo governo madrileno, Franco (la cui leadership non era ancora univoca) rischiò di veder intrappolato il nerbo dell'esercito (i Tercios coloniali) in Africa, fu solo grazie all'invio di un gran numero di aerei da trasporto da parte dell'Italia fascista che l'armata d'Africa poté superare l'impasse: alla partecipazione italiana, dettata da motivi ideologici, seguì una più tiepida partecipazione da parte della Germania nazista, la cui aviazione trasse dalla campagna spagnola l'esperienza che le avrebbe dato un iniziale vantaggio sui propri avversari nel corso della seconda guerra mondiale.
Visto il complesso scenario geopolitico dell'epoca, la Francia governata dal Fronte Popolare francese di Léon Blum, pur inviando una modesta quantità di armamenti, cui la maggior parte venne comunque bloccata per motivi di opportunità politica, propose ad Italia e Gran Bretagna il 1º agosto 1938 una politica di non intervento. Tale scelta fu dettata dalla complessa situazione geopolitica che vedeva un eventuale intervento francese pericolosamente filo-sovietico da parte della Germania, così come la Gran Bretagna non avrebbe gradito iniziative destabilizzanti nel mediterraneo successive ad azioni italiane o ad una nuova e più forte intesa franco-spagnola, magari con la collaborazione di Mosca. Va infatti sempre ricordato che la posizione della Gran Bretagna era di netta neutralità e isolazionismo, ma questo non significava disinteresse dalle alleanze potenzialmente nocive ai propri interessi.
Successivamente l'Unione Sovietica pur non partecipando direttamente al conflitto ebbe un ruolo di particolare rilievo con l'invio e la vendita di aiuti militari attraverso canali francesi, oltre che il ruolo di primaria importanza nell'approntamento di quelle che poi sarebbero passate alla storia come brigate internazionali la cui ragion d'essere era la lotta al nemico fascista, che comprendevano un gran numero di esuli politici italiani e tedeschi. Dal canto suo Adolf Hitler non considerava realmente strategico il conflitto spagnolo, ma nutriva un particolare interesse sullo stesso nell'ottica della sperimentazione e validazione delle tecnologia che l'industria bellica stava sviluppando per la Wehrmacht, la Kriegsmarine e la nascente Luftwaffe. Vennero quindi impiegati nel complesso circa 10.000 tedeschi.
Fu l'Italia, che non aveva ancora terminato il conflitto in Abissinia, a inviare il maggior numero di uomini e mezzi, contando circa 50.000 "volontari" con al seguito 2.000 cannoni, 800 aerei e circa un centinaio di navi. Tale fervore italiano aveva una ratio ben precisa, pur non essendoci mire per successive annessioni di territori spagnoli, come è stato indicato per le Baleari e inoltre non essendo abbastanza persuasiva l'ipotesi di un appoggio così massiccio per pura affinità ideologica, visto che Franco non era fascista, ma fascista, o meglio, di ispirazione fascista, era la Falange spagnola, la spiegazione sicuramente più rigorosa riguarda la volontà di contrastare sul nascere eventuali alleanze franco-spagnole governate dal Fronte popolare, notoriamente amico di Mosca, potenzialmente pericolose per gli interessi italiani nel complesso scacchiere mediterraneo, col rischio di limitare fortemente l'espansione coloniale italiana.
(Benito Mussolini in una discussione con l'amico Yvon de Begnac)
I principali Paesi coinvolti nelle operazioni in Spagna, per aggirare i vincoli dell'impegno diplomatico del "non intervento" proposto dalla Francia, con la successiva costituzione l'8 settembre dello stesso anno di un Comitato internazionale di controllo a Londra, responsabile nella valutazione del reale rispetto di tali accordi, impiegarono un gran numero di "volontari", ovviamente svincolati dagli obblighi del non-intervento. Alla fine del conflitto, la politica del non-intervento, che teoricamente avrebbe dovuto favorire il governo legittimo, finì invece, anche attraverso l'impiego di "volontari" la vittoria dei rivoltosi sulle forze governative.
Particolarmente importante è la guerra civile in quanto precursore della seconda guerra mondiale e cartina al tornasole dei futuri scenari e schieramenti europei: fronte fascista e fronte antifascista.

### Iniziale immobilità britannica
Nel quadro geostrategico che precedeva il secondo conflitto mondiale, l'Impero britannico, ormai non più arbitro dei destini del mondo, sul piano economico-commerciale assunse una posizione di isolamento, mentre sul piano diplomatico varò una politica di appeasement verso la minacciosa potenza germanica e le sue iniziative revisioniste, causando le ire e la preoccupazione della Francia che perseguì una serie di "contromosse" diplomatiche atte ad arginare la potenza tedesca e sopperire all'immobilità britannica, come gli accordi Mussolini-Laval e quelli con l'Unione Sovietica.
Non fu solo la politica di appeasement verso la Germania e l'alleanza sovietica in chiave antitedesca della Francia a deteriorare i rapporti anglo-francesi, bensì la causa del progressivo disinteresse britannico per la politica francese e la sicurezza sul continente europeo fu garantita dal rifiuto di Parigi a partecipare, secondo quanto riportato da René Girault, ad una coalizione economica trinazionale con gli Stati Uniti che avrebbe dovuto trasformarsi nel nuovo centro di gravità della politica europea e mondiale. Proprio per questo risentimento di Londra verso la politica dell'Eliseo convinse il governo britannico ad intensificare la politica di riappacificazione con Germania e Italia, emarginando sempre di più dal panorama politico la Francia che vedeva le sue alleanze antitedesche sgretolarsi o diventare addirittura di intralcio, come nel caso di quelle dell'area balcanica.
Con la potenza italiana il Governo di Sua Maestà adottò una politica di stabilità volta al mantenimento dello status quo nel Mediterraneo e concernente un distacco italiano dal conflitto spagnolo. Ancora più netta fu la politica adottata dal governo Chamberlain, che pur rigettando alcune tra le richieste più insidiose giunte da Berlino, accettarono alcune richieste revisionistiche avanzate dal governo di Adolf Hitler al fine di mantenere la stabilità e la pace nell'area. Il Führer conscio della notevole potenza politica, militare ed economica dell'Impero britannico, affidò al suo fidato collaborare e futuro Ministro degli affari esteri (e in tale veste come firmatario del celeberrimo trattato di non aggressione tra Germania e Unione Sovietica), Joachim von Ribbentrop, la negoziazione di un'alleanza che avrebbe portato alla configurazione di una potenza politico-economico-militare invincibile sul piano europeo e mondiale.
Tale trattativa iniziò ufficialmente nell'estate del 1936 con la nomina dell'efficace negoziatore dell'accordo navale del 1935 quale ambasciatore del Reich a Londra, con il compito specifico di favorire il raggiungimento di un accordo che integrasse la politica estera dei due giganti e che garantisse "mano libera" alla Germania verso oriente, creando una coalizione di chiaro stampo anticomunista e antisovietica, anche grazie all'intervento, seppur indiretto, dell'Unione Sovietica nella guerra civile spagnola, corroborando le tesi di Ribbentrop. In tale periodo, così come affermava l'allora ambasciatore d'Italia a Londra Dino Grandi
(Dino Grandi)
e questo rese la politica di riappacificazione verso la Germania sempre più evidente, garantendo alla stessa la pianificazione delle mosse più adeguate al raggiungimento dei suoi obiettivi strategici. Nonostante l'idillio e i comuni sentimenti antisovietici, la proposta di Ribbentrop non convinse la Gran Bretagna che voleva mantenere la propria neutralità, senza prendere posizioni così chiare e nette, al fine di garantirsi in qualsiasi momento un cambio di strategia o comunque il più ampio spettro possibile di scelte strategiche nella propria politica estera.

## Biologia
Anche in biologia si ha una corsa agli armamenti (evolutiva). Questa avviene fra diversi organismi, i quali competendo nel tempo, coevolvono in maniera relativamente veloce, per poter resistere, se non vincere, alla competizione stessa.